# Jamaica az 1980. évi nyári olimpiai játékokon
Jamaica a szovjetunióbeli Moszkvában megrendezett 1980. évi nyári olimpiai játékok egyik részt vevő nemzete volt. Az országot az olimpián 2 sportágban 18 sportoló képviselte, akik összesen 3 érmet szereztek.

## Érmesek
| Érem  | Versenyző      | Sportág      | Versenyszám           |
| ----- | -------------- | ------------ | --------------------- |
| Bronz | Donald Quarrie | Atlétika     | Férfi 200 m           |
| Bronz | Merlene Ottey  | Atlétika     | Női 200 m             |
| Bronz | David Weller   | Kerékpározás | Férfi egyéni időfutam |

## Atlétika
Férfi
| Versenyző                                                   | Versenyszám     | Előfutam      | Előfutam      | Előfutam      | Negyeddöntő | Negyeddöntő | Negyeddöntő | Elődöntő | Elődöntő | Elődöntő | Döntő   | Döntő    |
| Versenyző                                                   | Versenyszám     | Idő           | Hely.         | Össz.         | Idő         | Hely.       | Össz.       | Idő      | Hely.    | Össz.    | Idő     | Helyezés |
| ----------------------------------------------------------- | --------------- | ------------- | ------------- | ------------- | ----------- | ----------- | ----------- | -------- | -------- | -------- | ------- | -------- |
| Donald Quarrie                                              | 100 m           | 10,37         | 2.            | 8.*           | 10,29       | 2.          | 10.***      | 10,55    | 5.       | 13.      | kiesett | kiesett  |
| Donald Quarrie                                              | 200 m           | 20,87         | 1.            | 1.            | 20,89       | 1.          | 6.**        | 20,76    | 2.       | 6.       | 20,29   |          |
| Colin Bradford                                              | 200 m           | 21,17         | 1.            | 8.            | 21,04       | 6.          | 18.         | kiesett  | kiesett  | kiesett  | kiesett | kiesett  |
| Bert Cameron                                                | 400 m           | 47,54         | 1.            | 23.           | 47,31       | 6.          | 26.         | kiesett  | kiesett  | kiesett  | kiesett | kiesett  |
| Derrick Peynado                                             | 400 m           | 47,37         | 1.            | 16.*          | 46,50       | 7.          | 19.         | kiesett  | kiesett  | kiesett  | kiesett | kiesett  |
| Ian Stapleton                                               | 400 m           | 47,97         | 3.            | 31.           | 47,64       | 7.          | 28.         | kiesett  | kiesett  | kiesett  | kiesett | kiesett  |
| Owen Hamilton                                               | 800 m           | 1:49,27       | 3.            | 15.           |             |             |             | 1:47,56  | 4.       | 11.*     | kiesett | kiesett  |
| Donald Quarrie Colin Bradford Michael Davis Albert Lawrence | 4 × 100 m váltó | 39,71         | 4.            | 9.            |             |             |             |          |          |          | kiesett | kiesett  |
| Derrick Peynado Colin Bradford Ian Stapleton Bert Cameron   | 4 × 400 m váltó | nem ért célba | nem ért célba | nem ért célba |             |             |             |          |          |          | kiesett | kiesett  |

| Versenyző      | Versenyszám | Selejtező | Selejtező | Döntő    | Döntő    |
| Versenyző      | Versenyszám | Eredmény  | Helyezés  | Eredmény | Helyezés |
| -------------- | ----------- | --------- | --------- | -------- | -------- |
| Desmond Morris | Magasugrás  | 210 cm    | 24.       | kiesett  | kiesett  |

Női
| Versenyző                                                               | Versenyszám     | Előfutam | Előfutam | Előfutam | Negyeddöntő | Negyeddöntő | Negyeddöntő | Elődöntő | Elődöntő | Elődöntő | Döntő   | Döntő    |
| Versenyző                                                               | Versenyszám     | Idő      | Hely.    | Össz.    | Idő         | Hely.       | Össz.       | Idő      | Hely.    | Össz.    | Idő     | Helyezés |
| ----------------------------------------------------------------------- | --------------- | -------- | -------- | -------- | ----------- | ----------- | ----------- | -------- | -------- | -------- | ------- | -------- |
| Rosie Allwood                                                           | 100 m           | 11,68    | 3.       | 18.      | 11,69       | 8.          | 22.         | kiesett  | kiesett  | kiesett  | kiesett | kiesett  |
| Lelieth Hodges                                                          | 100 m           | 11,79    | 5.       | 26.*     | kiesett     | kiesett     | kiesett     | kiesett  | kiesett  | kiesett  | kiesett | kiesett  |
| Merlene Ottey                                                           | 200 m           | 22,70    | 1.       | 1.       | 22,82       | 1.          | 3.          | 22,32    | 1.       | 1.       | 22,20   |          |
| Jackie Pusey                                                            | 200 m           | 23,39    | 1.       | 10.      | 23,35       | 4.          | 15.         | 22,90    | 5.       | 10.      | kiesett | kiesett  |
| Ruth Williams-Simpson                                                   | 400 m           | 55,59    | 7.       | 33.      | kiesett     | kiesett     | kiesett     | kiesett  | kiesett  | kiesett  | kiesett | kiesett  |
| Lelieth Hodges Jackie Pusey Rosie Allwood Merlene Ottey                 | 4 × 100 m váltó |          |          |          |             |             |             |          |          |          | 43,19   | 6.       |
| Ruth Williams-Simpson Jackie Pusey Cathy Rattray-Williams Merlene Ottey | 4 × 400 m váltó | 3:31,5   | 4.       | 9.       |             |             |             |          |          |          | kiesett | kiesett  |

| Versenyző     | Versenyszám | Selejtező | Selejtező | Döntő    | Döntő    |
| Versenyző     | Versenyszám | Eredmény  | Helyezés  | Eredmény | Helyezés |
| ------------- | ----------- | --------- | --------- | -------- | -------- |
| Dorothy Scott | Távolugrás  | 583 cm    | 17.       | kiesett  | kiesett  |

* - egy másik versenyzővel azonos eredményt ért el

** - két másik versenyzővel azonos eredményt ért el

*** - három másik versenyzővel azonos eredményt ért el

## Kerékpározás

### Országúti kerékpározás
Férfi
| Versenyző      | Versenyszám   | Idő           | Helyezés      |
| -------------- | ------------- | ------------- | ------------- |
| Peter Aldridge | Mezőnyverseny | nem ért célba | nem ért célba |

### Pálya-kerékpározás
Időfutam
| Név          | Versenyszám  | Idő      | Helyezés |
| ------------ | ------------ | -------- | -------- |
| David Weller | Férfi egyéni | 1:05,241 |          |